# Dansk europacupdeltagelse (herrehåndbold)
|  | Denne artikel handler om herrehåndbold. For en tilsvarende artiklen om de danske damehold, se Europacuphåndbold (kvinder) |
Dansk europacupdeltagelse viser et overblik over, hvordan det går de danske herrehåndboldhold, der deltager i EHF's cupper, herunder EHF Champions League og EHF Cup samt EHF Cup Winners' Cup.

## 2008/2009
| Danske deltagere i mændenes europacup 2008/09 | Danske deltagere i mændenes europacup 2008/09 | Danske deltagere i mændenes europacup 2008/09 |
| Klub                                          | Turnering                                     | Kvalificeret som                              |
| --------------------------------------------- | --------------------------------------------- | --------------------------------------------- |
| FCK Håndbold                                  | Champions League                              | Dansk mester 2007/08                          |
| GOG/Svendborg TGI                             | Champions League                              | Dansk vicemester 2007/08                      |
| Århus GF                                      | EHF Cup                                       | Dansk 3'er 2007/08                            |
| Bjerringbro/Silkeborg                         | EHF Cup                                       | Dansk 4'er 2007/08                            |
| Kolding IF                                    | Cupwinner's Cup                               | Dansk pokalmester 2007                        |

### Champions League
|  | Disse hold går videre til 2. gruppespil        |
|  | Dette hold går videre til Cupwinner's Cup      |
|  | Dette hold ryger helt ud af europæisk håndbold |

#### Gruppe B (GOG)
| Dato         | Hjemmehold        | Udehold           | Resultat      |
| ------------ | ----------------- | ----------------- | ------------- |
| 5. oktober   | GOG/Svendborg TGI | BM Ciudad Real    | 24-34 (10-16) |
| 12. oktober  | A. S. E. Doukas   | GOG/Svendborg TGI | 23-41 (13-21) |
| 19. oktober  | GOG/Svendborg TGI | HC Bosna Sarajevo | 30-26 (17-14) |
| 9. november  | GOG/Svendborg TGI | A. S. E. Doukas   | 0-0 (0-0)     |
| 16. november | BM Ciudad         | GOG/Svendborg TGI | 0-0 (0-0)     |
| 22. november | HC Bosna Sarajevo | GOG/Svendborg TGI | 0-0 (0-0)     |

| Hold              | Kampe | Vundne | Uafgjorte | Tabte | Målscore | Points |
| ----------------- | ----- | ------ | --------- | ----- | -------- | ------ |
| BM Ciudad Real    | 3     | 3      | 0         | 0     | 116-69   | 6      |
| GOG Svendborg TGI | 3     | 2      | 0         | 1     | 95-83    | 4      |
| HC Bosna Sarajevo | 3     | 1      | 0         | 2     | 84-92    | 2      |
| A. S. E. Doukas   | 3     | 0      | 0         | 3     | 66-117   | 0      |

#### Gruppe D (FCK)
| Dato         | Hjemmehold         | Udehold            | Resultat      |
| ------------ | ------------------ | ------------------ | ------------- |
| 5. oktober   | RK "Crvena Zvezda" | FCK Håndbold       | 25-34 (10-16) |
| 11. oktober  | FCK Håndbold       | HSV Hamburg        | 31-34 (12-13) |
| 18. oktober  | Tatran Preson      | FCK Håndbold       | 32-33 (18-14) |
| 5. november  | HSV Hamburg        | FCK Håndbold       | 0-0 (0-0)     |
| 15. november | FCK Håndbold       | RK "Crvena Zvezda" | 0-0 (0-0)     |
| 22. november | FCK Håndbold       | Tatran Presov      | 0-0 (0-0)     |

| Hold               | Kampe | Vundne | Uafgjorte | Tabte | Målscore | Points |
| ------------------ | ----- | ------ | --------- | ----- | -------- | ------ |
| HSV Hamburg        | 3     | 3      | 0         | 0     | 104-73   | 6      |
| FCK Håndbold       | 3     | 2      | 0         | 1     | 98-91    | 4      |
| Tatran Presov      | 3     | 1      | 0         | 2     | 79-88    | 2      |
| RK "Crvena Zvezda" | 3     | 0      | 0         | 3     | 70-99    | 0      |

### EHF Cup
| Runde | Hold 1                     | Hold 2                     | 1. kamp                    | 2. kamp                    | Samlet                     |
| ----- | -------------------------- | -------------------------- | -------------------------- | -------------------------- | -------------------------- |
| 1     | Ingen danske hold deltager | Ingen danske hold deltager | Ingen danske hold deltager | Ingen danske hold deltager | Ingen danske hold deltager |
| 2     | Ingen danske hold deltager | Ingen danske hold deltager | Ingen danske hold deltager | Ingen danske hold deltager | Ingen danske hold deltager |
| 3     | Pallamano Conversano       | Århus GF                   | 15.nov.                    | 22.-23. nov.               | 0-0                        |
| 3     | Bjerringbro/Silkeborg      | Lokomotiv Varna            | 15.-16. nov.               | 22.-23. nov.               | 0-0                        |

### Cupwinner's Cup
| Runde | Hold 1                     | Hold 2                     | 1. kamp                    | 2. kamp                    | Samlet                     |
| ----- | -------------------------- | -------------------------- | -------------------------- | -------------------------- | -------------------------- |
| 1     | Ingen danske hold deltager | Ingen danske hold deltager | Ingen danske hold deltager | Ingen danske hold deltager | Ingen danske hold deltager |
| 2     | RK "Perutnina Pipo IPC"    | KIF Kolding                | 24-34                      | 22-37                      | 46-71                      |
| 3     | KIF Kolding                | RK Partizan                | 15.-16. nov.               | 22.-23. nov.               | 0-0                        |